# Pleurotroppopsis lankensis
Pleurotroppopsis lankensis är en stekelart som först beskrevs av Kerrich 1974.  Pleurotroppopsis lankensis ingår i släktet Pleurotroppopsis och familjen finglanssteklar. Inga underarter finns listade i Catalogue of Life.